# Barne-Åsaka församling
Barne-Åsaka församling var en församling i Skara stift och i Essunga kommun. Församlingen uppgick 2002 i Lekåsa-Barne Åsaka församling.

## Administrativ historik
Församlingen har medeltida ursprung. Före den 1 januari 1886 (ändring enligt beslut den 17 april 1885) var namnet Åsaka församling.
Församlingen var till 1 maj 1922 annexförsamling i pastoratet Lekåsa, Essunga, (Barne-)Åsaka, Fåglum och Kyrkås (Sandbäck) för att därefter till 2002 vara annexförsamling i pastoratet Essunga, Lekåsa, Barne-Åsaka, Fåglum och Kyrkås. Församlingen uppgick 2002 i Lekåsa-Barne Åsaka församling.

## Kyrkor
- Barne-Åsaka kyrka